# Nokia Suite
Nokia Suite (precedentemente Nokia Ovi Suite) è stata un'applicazione per utenti Nokia che permette di connettere il proprio dispositivo con Microsoft Windows.

## Caratteristiche
Nokia Suite può sincronizzare i contatti, il calendario, i messaggi, le foto, i video e la musica tra un dispositivo Nokia e un PC.  Inoltre, Nokia Suite può scaricare le mappe di paesi terzi sui dispositivi Nokia, può effettuare il backup o ripristinare il contenuto dei dispositivi, può collegare il PC a Internet tramite il dispositivo mobile (tethering) e può aggiornare il software del dispositivo.
Nokia Suite è un sostituto di Nokia PC Suite ed è integrato con il marchio dei servizi Ovi.  Infatti era originariamente conosciuto come Nokia Ovi Suite, ma il nome è cambiato in Nokia Suite con il rilascio della versione 3.2.64 Beta nell'ottobre 2011.
Nokia Suite è in grado di eseguire un backup completo dei contenuti del telefono su un singolo file con estensione .nbu.  L'unico modo ufficiale per accedere ai contenuti del backup è quello di ripristinare il telefono utilizzando Nokia Suite.  Tuttavia, ci sono programmi di terze parti in grado di leggere questi file con un certo successo, come il software open source NBU Explorer e lo shareware Noki.
Lo sviluppo di Nokia Suite è cessato dopo l'acquisto nel 2013 da parte di Microsoft della divisione Nokia Device and Support e il relativo stop allo sviluppo di Symbian e Meego.